# Sân vận động Sam Nujoma
Sân vận động Sam Nujoma (tiếng Anh: Sam Nujoma Stadium, còn được gọi là Sân vận động bóng đá Sam Nujoma hoặc SNSS) là một sân vận động bóng đá ở Katutura, Windhoek, Namibia. Sân vận động có sức chứa 10.300 người và hoàn thành vào năm 2005. Sân được đặt theo tên của cựu tổng thống Namibia Sam Nujoma.
Tên của sân vận động không - như đã nói rộng rãi - tên mới của Sân vận động Độc lập.